# ハビ・ロペス
ハビ・ロペス（Javi López）こと、ハビエル・ロペス・ロドリゲス（Javier López Rodríguez  ,  1986年1月21日 - ）は、スペイン・アンダルシア州セビリア県オスナ出身の元プロサッカー選手。現役時代のポジションはDF。

## 来歴
地元のレアル・ベティスのカンテラに入団後、2005年にCチームでプロデビュー。2007年にRCDエスパニョールに移籍。2009年10月4日のビジャレアルCF戦でトップチームデビュー。しかし、2009-10シーズンは7試合の出場で終了。
2010-11シーズンより、当時のマウリシオ・ポチェッティーノ監督によって、最終ラインのレギュラーに定着。2011年9月18日のレアル・サラゴサ戦で、プロ初ゴールを決めるも、その試合で退場処分を受けた。
2014年3月29日のFCバルセロナ戦では、GKのキコ・カシージャに退場処分が下されたことを受け、途中からGKを任された。
2020年11月5日、アデレード・ユナイテッドFCに移籍した。